# Il pianeta verde
Il pianeta verde (La Belle Verte) è un film del 1996 diretto da Coline Serreau.
Il film tratta, con una chiave umoristica, i problemi del mondo occidentale: la frenesia, l'abuso di comando, l'inquinamento e il consumo selvaggio delle risorse naturali e degli spazi.

## Trama
Il Pianeta Verde è un pianeta lontano e sconosciuto ai terrestri, dove le persone che lo abitano vivono la loro esistenza in armonia con sé stessi e con la natura. 
Come sul pianeta Terra, anche qui gli abitanti hanno attraversato un'era industriale (nella storia del pianeta Verde è definita preistoria), ma, dopo averne saggiato la decadenza, hanno preferito abbattere gerarchie, industrie, sopprimere la moneta e tutto ciò che rappresentava l'epoca dello sfruttamento.
Come ogni anno, sul pianeta viene convocata un'assemblea plenaria: l'ordine del giorno è inviare qualcuno sulla Terra per verificare a che punto sia arrivato il processo evolutivo, ed aiutare l'avanzamento delle coscienze sul pianeta qualora fosse necessario. I racconti dei più anziani, che hanno visitato la Terra 200 anni prima (sul pianeta Verde si vive ben oltre i 250 anni) parlano dell'era napoleonica, caratterizzata da guerre e da manie espansionistiche, e nessuno sembra volersi offrire volontario per la spedizione sul pianeta azzurro.
Mila, il cui padre aveva fatto parte della spedizione precedente, si offre volontaria per il viaggio portando con sé il segreto delle sue origini: sua madre era una terrestre. Prima di partire, il suo popolo le trasmette dei poteri per ambientarsi più facilmente sul nuovo pianeta, tra cui quello della sconnessione, una sorta di cortocircuito mentale che si scatenerà in chi interagisce con lei, facendo avanzare la coscienza della persona. Mila lascia sul pianeta Verde i figli e parte alla volta della Terra.
Calata nella Parigi di metà anni novanta, Mila si ritrova disorientata a causa delle indicazioni che gli anziani le hanno dato prima di partire: vestita con abiti stile "Impero", dà vita ad una serie di primi, comici, approcci con il popolo parigino. Scopre che la moneta viene ancora utilizzata e che la vita è basata sul consumismo; assaggia l'acqua e il cibo del luogo, ma sono nocivi per lei poiché inquinati; riconosce poi nell'iconografia terrestre alcuni abitanti del pianeta Verde approdati e morti sulla Terra, Gesù e Bach.
Dopo avere scambiato i suoi abiti con un'altra donna, Mila scopre dove sono tenuti i neonati che le permettono di ricaricarsi: abbracciandoli può scambiare con loro energia vitale, sostituendo il cibo propriamente detto. Mentre tiene un bimbo in braccio, si addormenta nella nursery del reparto maternità all'Hôpital Cochin di Parigi: al risveglio conosce l'infermiera Macha (Marion Cotillard) e incontra il primario del reparto Max (Vincent Lindon), che Mila è costretta a sconnettere per sventare il pericolo dato dalla sua presenza illecita in ospedale.
Mila chiede ospitalità a Max, e lui le permette di vivere nel suo appartamento: conoscerà lì la famiglia del primario, la moglie distaccata e i figli distanti e arrabbiati. Con la sua sensibilità e con l'aiuto dell'ormai "sconnesso" dottor Max, Mila riesce a riportare armonia nella famiglia.
Il neonato che Mila abbracciava in ospedale, abbandonato dai genitori, viene preso in cura da Macha e sua sorella Sonia, trafugandolo dal reparto e nascondendolo ai servizi sociali che l'avrebbero portato in orfanotrofio; il bimbo viene ribattezzato con il nome di Teodoro.
I figli di Mila, Mesaje e Mesaul, provano a raggiungerla dal pianeta Verde, ma finiscono per errore nel deserto, dove entrano in contatto con le tribù locali. Queste si rivelano ospitali come gli abitanti del pianeta Verde. Sconnettendo gli addetti all'aeroporto, i due ragazzi riescono, senza soldi né documenti di identità, ad ottenere i biglietti per raggiungere la madre a Parigi. Dopo una breve permanenza di scambio culturale con la famiglia allargata che si è creata intorno a Max e alla moglie Florence, Mila riprende la via del pianeta Verde insieme ai figli, a Macha, a Sonia e al piccolo Teodoro.

## Colonna sonora

### Tracce[1]
1. Cherubic Hymn N°7 - Dmytro Stepanovyč Bortnjans'kyj
2. Souvenir - Coline Serreau
3. Joie - Coline Serreau
4. Vivace (estratto da Exsultate, Jubilate K. 165) - Wolfgang Amadeus Mozart
5. Duetto e finale primo (estratto da La Cenerentola) - Gioachino Rossini
6. Tchum Maghnarchi (estratto da Voix De Georgie) - Collection Musique Du Mond
7. Pastorale - Johann Sebastian Bach
8. L'arrivée - Coline Serreau
9. L'Enquète - Coline Serreau
10. Le Départ - Coline Serreau
11. L'Abandon - Coline Serreau
12. La Boîte à Musique - Coline Serreau
13. La Boîte à Musique 2 - Coline Serreau
14. Allegro (estratto da Sonata No. 3 in C major, BWV 1005) - Johann Sebastian Bach
15. Cortège - David Hogan
16. Romance (estratto da Voix De Georgie) - Collection Musique Du Mond
17. Le Concert de l'opéra Bastille
18. Tutti Frutti - Interpreti vari
19. Le Stade (estratto da Sul bel Danubio blu) - Johann Strauss (figlio)
20. Es Ist Genug (Cantata n° 60) - Johann Sebastian Bach

## Produzione

### Luoghi di ripresa
- Parigi,  Francia
- Saint-Andéol-de-Clerguemort,  Francia
- Parachilna,  Australia
- Flinders Ranges,  Australia

## Accoglienza

### Critica
Il film si serve del linguaggio della comicità per muovere una critica alla civiltà industriale, all'assurdità della burocrazia e allo sfruttamento senza freni delle risorse, portatore di diseguaglianze, inquinamento, senso di vuoto e, in genere, di un abbassamento della qualità della vita in favore di un benessere apparente.
Inoltre, per evidenziare ancor di più le contraddizioni logiche e sociali dell'attuale modus vivendi urbano, Coline Serreau imposta il film da un punto di vista, seppur frutto di fantasia, esterno alla società stessa, dando così vita ad un meccanismo di analisi da parte dei personaggi, a suo modo, innocente ed esterno ai fatti.